# Municipio XV (2001-2013)
Pour l’article homonyme, voir Municipio XV (2013).

Localisation de l'ancien Municipio XV sur la carte administrative de Rome avant 2013.

Le Municipio XV est une ancienne subdivision administrative de Rome du sud-ouest de la ville.

## Historique
En mars 2013, il est remplacé par le Municipio XI.

## Subdivisions
Administrativement, il était subdivisé en sept zones urbanistiques :
- 15.a - Marconi
- 15.b - Portuense
- 15.c - Pian due Torri
- 15.d - Trullo
- 15.e - Magliana
- 15.f - Corviale
- 15.g - Ponte Galeria